# Тюлеев, Нариман Ташболотович
Нариман Ташболотович Тюлеев (род. 24 декабря 1963, Фрунзе) — киргизский политический деятель.

## Биография
Получил высшее образование в 1985 году во Фрунзенском политехническом институте по специальности «инженер-строитель».
- 1985—1986 — мастер, Нарынская ПМК (Нарын).
- 1986—1990 — заведующий отделом в Тянь-Шанском райкоме комсомола Киргизии и Иссык-Кульском областном комитете комсомола Киргизии.
- 1990—1992 — генеральный директор АО «Шоола» (Нарын).
- 1992—1994 — генеральный директор ООО «Бакыт» (Балыкчи).
- 1994—2001 — заместитель генерального директора АО «Кубанычбек», АО «Бишкексельмаш», АО «Чуйоблсельстрой».
- 2001—2005 — директор, главный инженер, заместитель директора, государственное предприятие «Темир».
- 2005—2008 — генеральный директор ГП «НК „Кыргыз темир жолу“».
- 2008—2010 — 11 мэр города Бишкек.
- 2020 (октябрь) — и.о мэра города Бишкек.

6 сентября 2010 года был задержан в аэропорту города Бишкек и после продолжительного допроса арестован. Ему предъявлены обвинения по экономическим статьям Уголовного кодекса, а также обвинения в причастности к организации беспорядков в Бишкеке в ночь с 7 на 8 апреля 2010 года.
29 июля 2013 года суд Ленинского района столицы Кыргызстана приговорил бывшего мэра Бишкека и депутата от оппозиционной партии «Ата-Журт» («Отчизна») Наримана Тюлеева к 10 годам лишения свободы.
Тюлеев обвинялся следствием по статьям уголовного кодекса республики «коррупция» и «легализация преступных доходов». По данным прокуратуры, во время работы градоначальником он инициировал закупку в Китае пассажирских автобусов по заведомо завышенной цене, в результате чего государству был нанесен ущерб в 1 млн долларов.
7 мая 2016 года Нариман Тюлеев вышел на свободу по амнистии в соответствии с решением суда, а также в связи с тем, что полностью возместил ущерб.
20 октября 2020 года Нариман Тюлеев стал и.о Мэра г. Бишкека после отставки Азиза Суракматова. Позже также подал в отставку